# Planina nad Horjulom
Planina nad Horjulom este o localitate din comuna Dobrova-Polhov Gradec, Slovenia, cu o populație de 110 locuitori.